# Ernst Elster
Ernst August Eduard Jakob Elster [érnst ávgust éduart jákop élster], nemški pisatelj in germanist, * 26. april 1860, Frankfurt na Majni, † 6. oktober 1940, Marburg.
Elser je bil med letoma 1895 in 1928 profesor na Univerzi v Marburgu. Najbolj je znan po svoji knjigi Načela literarne vede (Prinzipien der Literaturwissenschaft), izdani med letoma 1897 in 1911 v Halleju.